# كاتانينغ
كاتانينغ هي بلدة، في أستراليا، تقع في أستراليا الغربية، بلغ عدد سكانها 3,687  نسمة وذلك حسب إحصائيات سنة 2016، رمزها البريدي هو 6317.

## المناخ
يظهر الجدول التالي التغييرات المناخية على مدار السنة لكاتانينغ:
| البيانات المناخية لـكاتانينغ      | البيانات المناخية لـكاتانينغ | البيانات المناخية لـكاتانينغ | البيانات المناخية لـكاتانينغ | البيانات المناخية لـكاتانينغ | البيانات المناخية لـكاتانينغ | البيانات المناخية لـكاتانينغ | البيانات المناخية لـكاتانينغ | البيانات المناخية لـكاتانينغ | البيانات المناخية لـكاتانينغ | البيانات المناخية لـكاتانينغ | البيانات المناخية لـكاتانينغ | البيانات المناخية لـكاتانينغ | البيانات المناخية لـكاتانينغ |
| الشهر                             | يناير                        | فبراير                       | مارس                         | أبريل                        | مايو                         | يونيو                        | يوليو                        | أغسطس                        | سبتمبر                       | أكتوبر                       | نوفمبر                       | ديسمبر                       | المعدل السنوي                |
| --------------------------------- | ---------------------------- | ---------------------------- | ---------------------------- | ---------------------------- | ---------------------------- | ---------------------------- | ---------------------------- | ---------------------------- | ---------------------------- | ---------------------------- | ---------------------------- | ---------------------------- | ---------------------------- |
| الدرجة القصوى °م (°ف)             | 43.8 (110.8)                 | 44.6 (112.3)                 | 41.7 (107.1)                 | 36.1 (97.0)                  | 32.3 (90.1)                  | 24.1 (75.4)                  | 22.2 (72.0)                  | 25.9 (78.6)                  | 31.3 (88.3)                  | 37.8 (100.0)                 | 41.0 (105.8)                 | 43.3 (109.9)                 | 44.6 (112.3)                 |
| متوسط درجة الحرارة الكبرى °م (°ف) | 30.0 (86.0)                  | 29.7 (85.5)                  | 27.3 (81.1)                  | 23.5 (74.3)                  | 19.4 (66.9)                  | 16.0 (60.8)                  | 14.8 (58.6)                  | 15.4 (59.7)                  | 17.4 (63.3)                  | 21.7 (71.1)                  | 26.1 (79.0)                  | 28.6 (83.5)                  | 22.5 (72.5)                  |
| متوسط درجة الحرارة الصغرى °م (°ف) | 13.7 (56.7)                  | 14.1 (57.4)                  | 12.9 (55.2)                  | 11.1 (52.0)                  | 8.9 (48.0)                   | 6.8 (44.2)                   | 5.9 (42.6)                   | 6.0 (42.8)                   | 6.1 (43.0)                   | 7.3 (45.1)                   | 10.0 (50.0)                  | 11.7 (53.1)                  | 9.5 (49.1)                   |
| أدنى درجة حرارة °م (°ف)           | 5.0 (41.0)                   | 5.0 (41.0)                   | 1.5 (34.7)                   | 1.4 (34.5)                   | −1.1 (30.0)                  | −3.0 (26.6)                  | −2.0 (28.4)                  | −2.2 (28.0)                  | −2.0 (28.4)                  | −0.6 (30.9)                  | 0.0 (32.0)                   | 2.7 (36.9)                   | −3.0 (26.6)                  |
| الهطول مم (إنش)                   | 26.5 (1.04)                  | 6.0 (0.24)                   | 17.1 (0.67)                  | 30.6 (1.20)                  | 49.6 (1.95)                  | 57.9 (2.28)                  | 64.7 (2.55)                  | 59.9 (2.36)                  | 56.8 (2.24)                  | 30.4 (1.20)                  | 25.4 (1.00)                  | 26.2 (1.03)                  | 442.8 (17.43)                |
| متوسط أيام هطول الأمطار           | 4.2                          | 2.6                          | 4.9                          | 7.2                          | 12.1                         | 16.2                         | 19.9                         | 19.5                         | 17.4                         | 9.3                          | 6.8                          | 4.5                          | 124.6                        |
| متوسط الرطوبة النسبية (%)         | 31                           | 31                           | 35                           | 43                           | 51                           | 60                           | 65                           | 64                           | 58                           | 46                           | 33                           | 29                           | 46                           |
| المصدر #1:                        |                              |                              |                              |                              |                              |                              |                              |                              |                              |                              |                              |                              |                              |
| المصدر #2:                        |                              |                              |                              |                              |                              |                              |                              |                              |                              |                              |                              |                              |                              |

## أعلام
- ويليام بيرسي روجرز
- ريك ويلسون
- إليك تومسون
- ليديا وليامز
- مارك ماكفي